# 吉木絵里子
吉木 絵里子（よしき えりこ、11月13日 - ）は、日本の作曲家、編曲家、作詞家。La Gauno所属。

## 経歴
東京芸術大学音楽学部器楽科バイオリン専攻を卒業。
ZAIN PRODUCTS所属を経て現在はLa Gaunoに所属している。

## 主な提供楽曲

### アーティスト
- 上野優華
「ありがとうを君へ」（シングル『君といた空』収録）2013年7月24日
- SKE48
「神々の領域」（シングル『キスだって左利き』収録）2012年9月19日
- NMB48
「この世界が雪の中に埋もれる前に」（アルバム『ここにだって天使はいる』収録）2014年3月31日
- Every Little Thing
「あたらしい日々」2008年8月27日
- organs café
- 片山さゆり（SAYURI）
「PARADISE is OVER」2004年
- こだまさおり
「まひるの月」2002年、共同
- 竹井詩織里
「Cherish you」（ベスト・アルバム『竹井詩織里 ベスト』収録）（2008年2月26日）
- DISH//
「ただ抱きしめる」（シングル『Starting Over』収録）2018年7月11日
- Do As Infinity
「Tightrope Dancer」（2011年11月16日）
- 中島美嘉
「LETTER」（アルバム『REAL』収録）2013年1月30日
- 中島美嘉×加藤ミリヤ　
「Gift 」2014年6月4日
- 新山詩織
「ひとりごと」2013年11月13日
- ノースリーブス
「私は私」（アルバム『ノースリーブス』収録）2011年1月1日
- 原田ひとみ
「求愛リアル」2011年8月3日
- Marble Tone
- 真中潤
「Step You」「Fly away」「かけがえのない存在」（アルバム『Sky High 』収録）2006年1月18日
「Thank U」「Message」（アルバム『UNITY』収録）2006年9月13日
- 水樹奈々
「PHANTOM MINDS」2010年1月13日
「純潔パラドックス」2011年8月3日
「時空サファイア」（シングル『TIME SPACE EP』収録）2012年6月6日
「BRIGHT STREAM」2012年8月1日
「約束」（アルバム『ROCKBOUND NEIGHBORS』収録）2012年12月12日
「愛の星」（シングル『Vitalization』収録）2013年7月31日
「愛の星 -two hearts-」（アルバム『SUPERNAL LIBERTY』収録）2014年4月16日
「BLUE」（シングル『禁断のレジスタンス』収録）2014年10月15日
「終末のラブソング」（シングル『エデン』収録）2015年1月14日
「アンティフォーナ」（シングル『STARTING NOW!』収録）2016年7月13日
「はつ恋」（アルバム『NEOGENE CREATION』収録）2016年12月21日
「ACROSS」（シングル『TESTAMENT』収録）2017年7月19日
「嘆きの華」（シングル『NEVER SURRENDER』収録）2018年10月24日
「ALL FOR LOVE」（アルバム『CANNONBALL RUNNING』収録）2019年12月11日
- 安田奈央
「Re:Start」（シングル『こたえ』収録）2012年11月7日
- Lisa Halim

### アニメ
- THE UNLIMITED 兵部京介
ユウギリ starring 東山奈央「タカラモノ」2013年2月27日